# Estados Unidos en los Juegos Paralímpicos de Albertville 1992
Estados Unidos estuvo representado en los Juegos Paralímpicos de Albertville 1992 por un total de 29 deportistas, 21 hombres y ocho mujeres.

## Medallistas
El equipo paralímpico estadounidense obtuvo las siguientes medallas:
| Nombre              | Deporte        | Evento                               |
| ------------------- | -------------- | ------------------------------------ |
| Oro                 |                |                                      |
| Nancy Gustafson     | Esquí alpino   | Descenso LW5/7,6/8 femenino          |
| Nancy Gustafson     | Esquí alpino   | Eslalon LW5/7,6/8 femenino           |
| Nancy Gustafson     | Esquí alpino   | Eslalon gigante LW5/7,6/8 femenino   |
| Sarah Billmeier     | Esquí alpino   | Descenso LW2 femenino                |
| Sarah Billmeier     | Esquí alpino   | Eslalon gigante LW2 femenino         |
| Sarah Will          | Esquí alpino   | Descenso LW10-11 femenino            |
| Sarah Will          | Esquí alpino   | Supergigante LW10-11 femenino        |
| Roni Sasaki         | Esquí alpino   | Supergigante LW2 femenino            |
| Brian Santos        | Esquí alpino   | Eslalon gigante B3 masculino         |
| Brian Santos        | Esquí alpino   | Supergigante B3 masculino            |
| Greg Mannino        | Esquí alpino   | Descenso LW2 masculino               |
| Greg Mannino        | Esquí alpino   | Supergigante LW2 masculino           |
| Chad Colley         | Esquí alpino   | Descenso LW10 masculino              |
| Chad Colley         | Esquí alpino   | Supergigante LW10 masculino          |
| David Kiley         | Esquí alpino   | Eslalon gigante LW11 masculino       |
| David Kiley         | Esquí alpino   | Supergigante LW11 masculino          |
| Jim Martinson       | Esquí alpino   | Descenso LW11 masculino              |
| Greg Evangelatos    | Esquí alpino   | Eslalon gigante B1 masculino         |
| Jeff Pagels         | Esquí de fondo | 5 km distancia corta LW10 masculino  |
| Jeff Pagels         | Esquí de fondo | 10 km distancia larga LW10 masculino |
| Plata               |                |                                      |
| Cathy Gentile-Patti | Esquí alpino   | Descenso LW2 femenino                |
| Cathy Gentile-Patti | Esquí alpino   | Eslalon gigante LW2 femenino         |
| Candace Cable       | Esquí alpino   | Eslalon LW10-11 femenino             |
| Shannon Bloedel     | Esquí alpino   | Eslalon gigante LW10-11 femenino     |
| Sarah Billmeier     | Esquí alpino   | Supergigante LW2 femenino            |
| Rik Heid            | Esquí alpino   | Eslalon LW4 masculino                |
| Rik Heid            | Esquí alpino   | Eslalon gigante LW4 masculino        |
| Rik Heid            | Esquí alpino   | Supergigante LW4 masculino           |
| Greg Mannino        | Esquí alpino   | Eslalon LW2 masculino                |
| Greg Mannino        | Esquí alpino   | Eslalon gigante LW2 masculino        |
| Chris Waddell       | Esquí alpino   | Eslalon LW10 masculino               |
| Chris Waddell       | Esquí alpino   | Eslalon gigante LW10 masculino       |
| David Kiley         | Esquí alpino   | Descenso LW11 masculino              |
| David Kiley         | Esquí alpino   | Eslalon LW11 masculino               |
| Michael McDougal    | Esquí alpino   | Descenso LW10 masculino              |
| Greg Evangelatos    | Esquí alpino   | Supergigante B1 masculino            |
| Bronce              |                |                                      |
| Roni Sasaki         | Esquí alpino   | Descenso LW2 femenino                |
| Roni Sasaki         | Esquí alpino   | Eslalon LW2 femenino                 |
| Candace Cable       | Esquí alpino   | Descenso LW10-11 femenino            |
| Candace Cable       | Esquí alpino   | Eslalon gigante LW10-11 femenino     |
| Rik Heid            | Esquí alpino   | Descenso LW4 masculino               |
| Reed Robinson       | Esquí alpino   | Eslalon LW6/8 masculino              |
| Michael McDougal    | Esquí alpino   | Eslalon LW10 masculino               |
| Chris Griffin       | Esquí alpino   | Eslalon gigante LW6/8 masculino      |
| Robert Walsh        | Esquí de fondo | 10 km distancia corta B3             |